# Мадленська культура
Мадле́нська культура (від фр. L'abri de la Madeleine в Дордоні, Тюрсак) — археологічна культура, належить до кінцевої фази останнього вюрмського гляціалу і до початку післяльодовикової епохи. Датується 17 000-9000 (8000) років тому.

## Територія
Власне мадленська культура типова тільки для Франції, Бельгії, півночі Іспанії, Швейцарії і півдня Німеччини, але характерні для неї риси представлені в пізньопалеолітичних культурах всієї європейської прильодовикової області від Франції до Уралу. У Середній Європі розвиток відбувається на граветській основі, але сюди проникає із заходу мадленський вплив. У Східній Європі мадленська культура предстає в місцевій модифікованій формі. У середземноморських областях (Італія, Сицилія) довго зберігаються традиції перигорської культури.

## Вироби культури
Зникають крем'яні наконечники і віджимна ретуш солютрейської культури. Переважають різноманітні крем'яні різці, проколи, шкребки. Широко розповсюджені і вдосконалені вироби з кістки та рогу. На підставі розвитку кістяних знарядь археологи А. Брейль і Р. де Сіна-Пір'я розділили мадленську епоху на шість фаз. Перші три характеризуються різними формами кістяних наконечників списів, інші — гарпунами (у Мадлені VI-ому провідною формою стає двосторонній, з двома рядами зубців гарпун). Гарпун — найважливіше знаряддя мадленської епохи, на відміну від сучасного його використання слугував не тільки для рибного лову, а головним чином для полювання. Полювання на великого звіра, як мамут або бізон, як і раніше велося загородою, але мамут в мадленський час поступово зникає, і головним об'єктом полювання стають стада північного оленя. Також полюють на дрібних звірів (песець, бобер та інші) і птахів.
Риболовецький гачок — винахід мадленського часу. Власне гачок відноситься ще до епохи мезоліту, проте в Мадлені з'являється риболовецьке знаряддя, подібне до гачка, із загостреними кінцями.
У мадленському інвентарі типові так звані жезли начальників. Це предмети з рогу північного оленя з одним або декількома круглими отворами, іноді прикрашені малюнками тварин або орнаментом. Можливо вони слугували випрямлювачами древків списів та стріл. «Начальницькі жезли», завдяки малюнкам і скульптурам, що прикрашають їх, є чудовими витворами мистецтва. До видатних художніх виробів належить серія з 50 кістяних жезлів, що походять з області Піренеїв у Франції (печери Леспюг і Істюріц) і прикрашених різьбленим орнаментом у вигляді кіл, еліпсів, напівмісяців та ін.. Очевидно, прикрашені жезли були призначені для магічних дій, або релігійних обрядів, або владних церемоній.
Кістяна індустрія мадленського часу збагатилася одним винаходом, що зіграв величезну роль в розвитку людської культури. Цей винахід — списометалка (чи аментум), перше знаряддя, що механічно збільшувало людську мускульну силу. Дощинка з упором — списометалка або ремінна петля, прикріплена до центру ваги списа чи дротика давала змогу надати йому первинної швидкості, що майже дорівнювала швидкості стріли, випущеної з лука.
Пізні «мадленці», можливо вже винайшли лук.
Серед кістяних виробів мадленського часу слід назвати голки з вушком і футляри для голок, зроблені з трубчастих кісток птахів.
У пізній мадленській культурі (мадлен VI) розповсюджуються дрібні крем'яні знаряддя геометричних контурів, від яких здійснюється поступовий перехід до мезолітичних мікролітів. У мадленський час створені найреалістичніші багатоколірні композиції печерного живопису.

## Господарство
Мадленські мисливці жили переважно в печерах, хоча відомі і житла просто неба. Мадленці часто кочували, переслідуючи стада північних оленів — основний засіб їх існування. Олень забезпечував м'ясом, жиром для освітлення, шкурами для одягу, сухожиллями для ременів і ниток, рогами і кісткою для виготовлення знарядь. Північний олень взимку жив на півдні, в околичній смузі лісів, влітку відкочовував на північ, на тундрові пасовища.

## Геоісторичне місце
Мадленський мисливець, слідуючи за стадами оленів, поступово освоював північні околиці. Кращі кліматичні умови склалися в Європі в результаті відступу льодовика і потепління. Нові групи мисливців на тундрових і степових звірів просунулися на північ. У північно-західній Європі вони представлені культурами: гамбурзькою, федермесер і аренсбурзькою, в Східній Європі — свідерською.

## Антропофагія культури
У 2023 році британські науковці з Музею природознавства у Лондоні виявили найдавніші свідчення канібалізму як частини похоронної традиції. Дослідники зазначили, що такі традиції були притаманні представникам мадленської культури — однієї з двох культур, які домінували в Європі в епоху пізнього палеоліту між 23 і 14 тис. років тому. На це вказують залишки людських кісток з порізами та слідами зубів віком 15 тис. років, знайдені в печері Гофа на південному сході Англії. Дослідження було опубліковано у науковому журналі Quaternary Science Reviews (QSR).